# روح‌الله جانی عباس‌پور
روح‌الله جانی عباس‌پور (زادهٔ ۱۳۳۹ در بوئین‌زهرا) نمایندهٔ حوزهٔ انتخابیهٔ بوئین‌زهرا و آوج در دورهٔ هشتم مجلس شورای اسلامی بوده‌است.